# باسكال 2015 (ألبوم)
باسكال 2015 هو الألبوم الرابع عشر للفنانة اللبنانية باسكال مشعلاني. تم إنتاجه وتوزيعه سنة 2015 من إنتاج وتوزيع روتانا ويضم 8 أغاني.

## قائمة الأغاني
يا مدقدق
شايف نفسه
حبيبي شبيك
يا الحنون
أحبك وإنت رايق
مرة أقول
يا الخيزرانة
ما إنت هين